# Partijvorming in Luxemburg
Sinds het begin van de twintigste eeuw bestaan er in het Groothertogdom Luxemburg moderne politieke partijen.
De oudste partij in Luxemburg was de Parti Social Démocrate (voorloper van de huidige Lëtzebuerger Sozialistesch Aarbechterpartei) die werd opgericht op 5 januari 1902. Kort hierna werden de Ligue Libérale (1904) en de Parti de la Droite (1914) opgericht.

## Sociaaldemocratie
- 1902: Parti Social Démocrate (Sociaaldemocratische Partij) (5 januari) opgericht
- 1905: Uiteenvallen van de PSD, linkervleugel richt de Parti Ouvrier Social-Démocrate (Sociaaldemocratische Arbeiderspartij) op
- 1912: Hereniging van de PSD en de POSD tot de Parti Social Démocrate
- 1916: Naamswijziging van PSD in Parti Socialiste - Section Luxembourgeoise de l'Internationale Ouvrière (Socialistische Partij - Luxemburgse Sectie van de Internationale Arbeidersbeweging)
- 1921: Afscheiding linkervleugel, vorming ⇒ Parti Communiste Luxembourgeois (Communistische Partij van Luxemburg)
- 1924: Naamswijziging PS-SLIO in Parti Ouvrier Luxembourgeois (Luxemburgse Arbeiderspartij)
- 1946: Vorming Lëtzebuerger Sozialistesch Aarbechterpartei/Parti Ouvrier Socialiste Luxembourgeois (Luxemburgse Socialistische Arbeiderspartij)
- 1971: (Rechtse) afscheiding van de LSAP/POSL, vorming Parti Social Démocrate (Sociaaldemocratische Partij)
- 1981: Hereniging LSAP/POSL en PSD tot Lëtzebuerger Sozialistesch Aarbechterpartei/Parti Ouvrier Socialiste Luxembourgeois

## Communisme
- 1921: Vorming Kommunistesch Partei Lëtzebuerg/Parti Communiste Luxembourgeois (Communistische Partij van Luxemburg) (2 januari)
- 1970: Oprichting pro-maoïstische Kommunistischer Bund Luxemburg (Communistische Liga van Luxemburg)
- 1975: Afscheiding van een vleugel van de KBL, vorming Kommunistische Organisation Luxemburgs/Marxisten-Leninisten (Communistische Organisatie Luxemburg/Marxisten-Leninisten)
- 1999: Opheffing van de KPL/PCL als zelfstandige partij, onderdeel van ⇒ Déi Lénk/La Gauche
- 2004: Heroprichting KPL/PCL als zelfstandige partij

## Liberalisme
- 1904: Vorming Ligue Libérale (Liberale Liga) (17 januari)
- 1924/1925: Uiteenvallen van de LL in de Parti Radical Socialiste (Radicaal-Socialistische Partij) en de Gauche Libérale (Linkse Liberalen)
- 1928: Linkse afsplitsing van de PRS, vorming Parti Radical (Radicale Partij) (electorale samenwerking onder de naam Onafhankelijk Links)
- 1934: Hereniging liberale partijen tot de Parti Radical Libéral/Radikalliberale Partei (Radicaal-Liberale Partij)
- 1945: Wijziging partijnaam in Groupement Patriotique et Démocratique (Patriottische en Democratische Groepering)
- 1952: Wijziging partijnaam in Groupement Démocratique (Democratische Groepering)
- 1954: Wijziging partij in Parti Démocratique (Democratische Partij)
- 2018: oprichting Sociaalliberale Partij Luxemburg (Sociaalliberale Partij Luxemburg) (30 juni)

## Christendemocratie
- 1914: Oprichting Parti de la Droite (Rechtse Partij)
- 1918: Afscheiding van populistische elementen, stichting van de ⇒ Parti National Indépendante (Nationale Onafhankelijkheidspartij)
- 1944: Naamswijziging PD in Chrëschtlech Sozial Vollekspartei/Parti Chrétien Social (Christelijk-Sociale Partij)

## Links
- 1999: Stichting van de Déi Lénk/La Gauche (Links), een federatie bestaande uit Nei Lénk/Nouvelle Gauche (Nieuw Links), de Revolutionär Sozialistesch Partei (Revolutionaire Socialistische Partij) en de Kommunistesch Partei Lëtzebuerg/Parti Communistische Luxembourgeois (Communistische Partij van Luxemburg) (30 januari)
- 2004: De ⇒ Kommunistesch Partei Lëtzebuerg/Parti Communistische Luxembourgeois treedt uit Déi Lénk en wordt heropgericht

## Ecologisme
- 1983: Oprichting van de Gréng Alternativ Partei/Parti Vert Alternatif (Groene Alternatieve Partij) (23 juni)
- 1985: Rechtse afscheiding van Déi Gréng, oprichting van de Gréng Lëscht Ekologesch Alternativ (Ecologische Groene Alternatieve Lijst)
- 1989: Hereniging GAP en GLEI tot Déi Gréng/Les Verts (De Groenen)
- 1999: Rechtse afscheiding, stichting van de Gréng a Liberal Allianz (Groene en Liberale Alliantie)

## Populisme
- 1918: Stichting van de Parti Populaire Indépendante/Frei Volkspartei
- 1918: Afsplitsing van de ⇒ Parti de la Droite, stichting van de Parti National Indépendante
- 1919: PPI/FVP opgeheven
- 1931: PNI opgeheven
- 1918-1940: Kleine populistische partijen
- 1987: Oprichting Aktiounskomitee 5/6 Pensioun fir jiddfereen (Actiecomité 5/6 Pensioenen voor Iedereen)
- 1993: Naamswijziging Aktiounskomitee 5/6 Pensioun fir jiddfereen in Aktiounskomitee fir Demokratie a Rentegerechtegkeet (Actiecomité voor Democratie en Pensioensgerechtigheid)
- 1999: Oprichting van De Steierzueler (De Belastingbetaler)
- Oprichting Partei vum 3. Alter/Parti du Troisième Âge (Partij van de Derde Tijd), opheffing: nog in hetzelfde jaar
- 2003: Oprichting Fräi Partei Lëtzebuerg (Vrije Partij van Luxemburg)
- 2006: Naamswijziging Aktiounskomitee fir Demokratie a Rentegerechtegkeet in Alternativ Demokratesch Reformpartei (Alternatieve Democratische Hervormingspartij) (2 april)
- 2017: Oprichting Dei Konservativ (De Conservatieven)

## Extreemrechts
- 1940: Oprichting Volksdeutsche Bewegung (Volks-Duitse Beweging), kort na de bezetting door Duitsland van Luxemburg (17 mei)
- 1946: VDB verboden
- 1989: Oprichting National Bewegong/Mouvement National
- 1994: Opheffing NB/MN

## partijen
- 2009: Oprichting Piratenpartij Luxemburg